# Lester Piggott
Lester Keith Piggott (født 5. november 1935, død 29. maj 2022) var en engelsk professionel jockey. Med sin karrieres 4.493 sejre, herunder en rekord på ni sejre i verdens største galopløb, Epsom Derby, anses han som en af de bedste jockeyer gennem tiderne.
Lester Piggott var 1,73 cm høj, hvilket gav ham tilnavnet "The Long Fellow". Som følge af sin relativt høje statur for en jockey måtte han smide ca. 13-14 kg af sin idealvægt for at holde sig på de ca. 51 kg, som han vejede gennem det meste af sin aktive karriere. Han havde ry for at bruge pisk på hestene.
Lester Piggott blev meget kendt i sine aktive år og var med til at udbrede hestesporten i bredere kredse.

## Karriere
Piggott begyndte at ride som jockey som 10-årig og vandt sit første løb, da han var 12 år. Han skabte sensation, da han i 1954 som 18-årig vandt verdens mest prestigefyldte galopderby, Epsom Derby på hesten Never Say Die; den yngste vinderjockey i løbets 174 årige historie. Han nåede at at vinde Epsom Derby yderligere otte gange (på Crepello (1957), St. Paddy (1960), Sir Ivor (1968), Nijinsky (1970), Roberto (1972), Empery (1976), The Minstrel (1977) og Teenoso (1983). De ni sejre i The Derby er rekord.
Udover sejre i The Derby vandt Piggott de øvrige store klassiske engelske løb 2,000 Guineas (5 gange), 1,000 Guineas (2 gange), Epsom Oaks (6 gange) og St Leger (8 gange).
Piggotts præstationer i sadlen medførte, at han i 1975 blev hædret med Order of the British Empire.
Han trak sig tilbage som jockey i 1985 for i stedet af blive træner. Karrieren som træner var succesfuld og han opnåede 34 sejre. Karrieren som træner fik dog en brat afslutning, da han blev tiltalt for skattesvig og i 1987 idømt en straf på tre års fængsel. Han blev løsladt efter at have afsonet 366 dage af straffen. Han fik i den forbindelse frataget den tidligere tildelte Order of the British Empire.
Fængselsstraffen betød, at han måtte opgive trænerkarrieren, og i 1990 gjorde han comeback som jockey. I en alder af 54 stillede Piggott op i et af de mest prestigefyldte amerikanske løb The Breeders' Cup Mile. Piggott vandt løbet. To år senere som 56-årig vandt han sit 30. store klassiske britiske løb, da han for femte gang vandt løbets 2,000 Guineas. Han trak sig definitivt tilbage i 1995, men stillede op til et enkelt løb i Melbourne i 2001.
Udover de store løb i England, deltog Piggott i adskillige løb over det meste af verden. Han vandt bl.a. de to største løb i det kontinentale Europa, det franske Prix de l'Arc de Triomphe ("the Arc") tre gange (1973, 1977 og 1978), og det tyske Deutsches Derby (1957, 1963 og 1967).
Lester Piggott har været jockey ved to løb i Danmark på Klampenborg Galopbane, begge gange ved Scandinavian Open Championship i 1977 og i 1978. Piggott vandt begge løb. Lester Piggott har også redet i Jydsk Derby i 1991, hvor han blevet fløjet ind med helikopter og vandt da også løbet.[kilde mangler]